# هبئی آیرون اند استیل
هبئی آیرون اند استیل (به چینی: 河北钢铁集团有限公司) شرکت دولتی فولاد چینی است، که بزرگترین تولیدکننده فولاد چین و سومین شرکت فولادسازی جهان می‌باشد.
شرکت هبئی آیرون اند استیل در سال ۲۰۰۸ از ادغام شرکت‌های هان استیل و تنگز استیل تأسیس شد و هم‌اکنون ظرفیت تولیدی بالغ بر ۳۰ میلیون تن در سال را دارا می‌باشد.
دفتر مرکزی این شرکت در شهر هبئی، شیجیاژوانگ قرار دارد و بخشی از سهام آن در بازار بورس شنژن معامله می‌شود.